# NGC 1070
NGC 1070 (другие обозначения — UGC 2200, MCG 1-7-26, ZWG 414.45, IRAS02407+0445, PGC 10309) — спиральная галактика (Sb), расположенная в созвездии Кит. Она была открыта английским астрономом Уильямом Гершелем 13 декабря 1784 года. Проводя свои наблюдения, Гершель отметил, что она «довольно тусклая, неравномерна в окружности, постепенно увеличиваясь в яркости к центру». Этот объект входит в число перечисленных в оригинальной редакции «Нового общего каталога».

## Характеристики
Галактику NGC 1070 можно наблюдать в телескоп в северо-западной части созвездия Кита, немного выше звезды γ Кита. Она имеет чётко выраженную спиральную структуру без перемычки. В 2008 году в галактике была зарегистрирована вспышка сверхновой SN 2008ie. Она относится к типу IIb, т.е. произошла в результате сколапсировавшего ядра массивной звезды.